# Synergie Family
Synergie Family est une association française d'innovation éducative et inclusive basée à Marseille. Fondée en 2008 sous le nom de Synergie Sport Sud, elle se définit comme une start-up associative,, qui s'engage principalement sur les terrains éducatif, social, sportif et alimentaire.
À l'origine axée sur le sport, proposant des activités physiques et culturelles aux enfants, aux familles et aux mamans des quartiers populaires de Marseille, elle s'est tournée vers l'innovation socio-culturelle pour devenir un vecteur de "valeurs sociales et humaines", particulièrement dans le cadre de la réinsertion sociale. Elle intervient aujourd'hui en métropole, à La Réunion, au Sénégal, au Cameroun, et à Madagascar.
Elle est également à l'origine de L'Épopée, un tiers-lieu destiné à l'innovation éducative et inclusive en France, situé dans les locaux de l'ancienne usine Pernod Ricard de Sainte-Marthe à Marseille.

## Histoire

### Origines
Synergie Family est déclarée en association loi de 1901 en 2008 sous le nom de Synergie Sport Sud, d'un désir de ses fondateurs, Laurent Choukroun et Frank Tortel, de travailler pour le territoire et de répondre aux besoins des habitants des quartiers populaires de Marseille en leur proposant des activités physiques et culturelles. 
En 2014, la mairie de Marseille doit organiser le temps périscolaire à la suite du passage de la semaine de cinq à quatre jours, et Synergie Sport Sud saisit l'opportunité de développer des projets avec les écoles de la ville et affine sa mission. Elle se dote alors d'un pôle culturel et devient Synergie Family.

### Expansion et diversification
En 2016, Synergie Family accompagne 16 groupes scolaires dans le cadre des missions d'accompagnement des temps périscolaires initiés par la mairie. L'association développe également des actions d'animation de proximité, notamment autour d'ateliers théâtre en famille, de loisirs numériques pour les jeunes et d'activités sportives urbaines. La même année, son volume d'activités augmente, avec un budget prévisionnel de plus d'un million d'euros et plus de 150 salariés et intervenants extérieurs.
En 2017, l'association met en place un dispositif de lien social au sein des résidences du bailleur social 13 Habitat, dans le cadre d'un marché public d'ingénierie sociale de 24 mois. Ce projet consiste à créer des commerces au pied des immeubles de logements sociaux, par des personnes bénéficiaires de la politique de la ville. La même année, l'association ouvre un centre de loisirs multisports pour enfants à Marseille et développe des actions de prévention pour les jeunes adolescents, en partenariat avec un réseau d'associations et de fédérations. En été, elle organise des stages sportifs et culturels pour les jeunes de 11 à 17 ans à Allauch. En septembre, la commune de Bouc-Bel-Air attribue à l'association la gestion des accueils de loisirs pour les enfants de 3 à 12 ans et les adolescents de 12 à 17 ans.
L'organisme obtient en 2018 la gestion de cinq maisons pour tous à Marseille, avant d'être chargée un an plus tard de la gestion du QG, une structure de proximité aux Pennes-Mirabeau.

### L'Épopée
Dès 2020, Synergie Family envisage de déménager dans de nouveaux locaux, afin d'accueillir son équipe grandissante et de concrétiser sa vision de l'innovation éducative. Ce projet se concrétise en janvier 2021, lorsqu'elle réussit à financer l'acquisition du siège de 12 000 m2 de la société Paul Ricard, dont l'entreprise, qui s'installe aux Docks du quartier d'affaires Euroméditerranée, s'est séparée dans le cadre de sa fusion avec le groupe Pernod.
L'association opère alors la transformation de la friche industrielle en un "village d'innovation éducative", le premier en son genre en France. Baptisé L'Épopée, le tiers-lieu comprend des centres de formation, un pôle e-sport et numérique dont fait partie la Team MCES, une offre de restauration, des logements, et des espaces de travail qui accueillent à la fois des associations, des start-ups, ou encore des grands groupes tels que BNP Paribas et CMA CGM,, et des organismes d'utilité publique tels que le comité UNICEF Alpes Provence et l'Adie,.